# Whymperia tricoloripes
Whymperia tricoloripes là một loài tò vò trong họ Ichneumonidae.